# توني إرنست
توني إرنست (بالسويدية: Tony Ernst)‏ هو صحفي وكاتب سويدي، ولد في 31 أكتوبر 1966.